# Rajon Retschyza

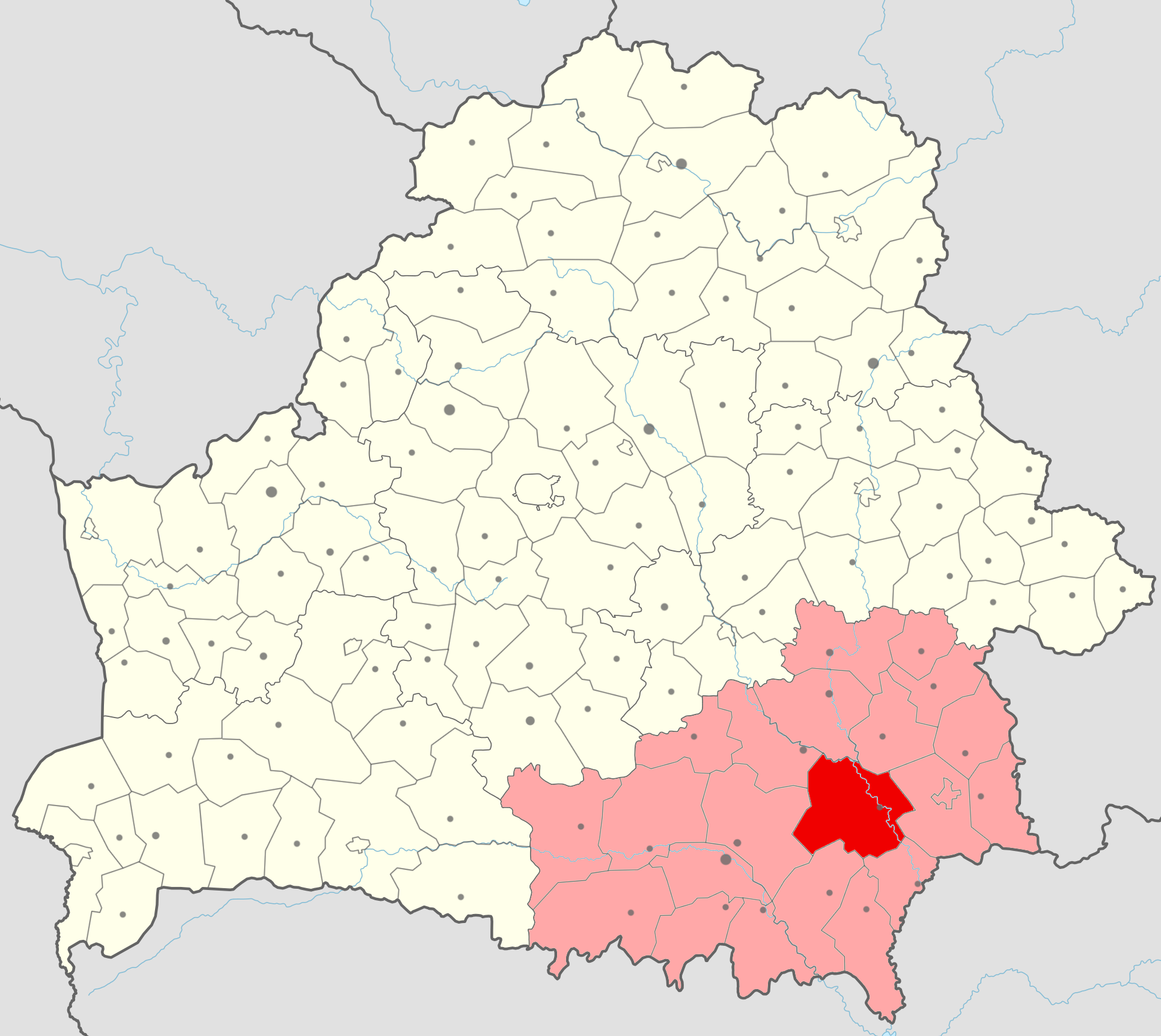
Rajon Retschyza, Karte

Der Rajon Retschyza (belarussisch Рэчыцкі раён; russisch Речицкий район) ist eine Verwaltungseinheit in der Homelskaja Woblasz in Belarus mit dem administrativen Zentrum in der Stadt Retschyza. Der Rajon hat eine Fläche von 2690 km².

## Geographie
Der Rajon Retschyza liegt im östlichen Teil der Homelskaja Woblasz. Die Nachbarrajone sind im Norden Schlobin und Buda-Kaschaljowa, im Osten Homel, im Südosten Lojeu, im Süden Chojniki,  im Westen Kalinkawitschy und im Nordwesten Swetlahorsk.